# Papo de Gordo
Papo de Gordo é um blog e podcast sobre saúde e comportamento. Foi criado em 23 de agosto de 2007 por Eduardo Sales Filho e originalmente chamava-se Contrapeso, abordando o dia-a-dia de sua gastroplastia. Ganhou o Prêmio Best Blogs Brazil de 2008 na categoria "Saúde".
Em 15 de setembro de 2008, foi criado o podcast Papo de Gordo, associado ao blog, apresentado por Eduardo e com os membros fixos Maira Moraes, Lucio Luiz e Flavio Soares. O programa abordava temas relacionados ao "universo gordo", como dificuldades para comprar roupas, preconceito contra pessoas com sobrepeso e comida, entre outros temas. O podcast ganhou o Prêmio Podcast de 2009 na categoria "Comportamento" tanto no júri oficial quanto no voto popular.
Devido ao sucesso do podcast, o blog mudou de nome em 15 de abril de 2009, passando a também ser chamado de Papo de Gordo, e ampliou seu escopo para notícias sobre saúde e comportamento voltadas principalmente às pessoas com sobrepeso. Atualmente, o site faz parte do Portal MTV e é referência do Google News, motor de busca exclusivo para notícias.

## MorsaMan
O Papo de Gordo publica regularmente a tira cômica As aventuras do MorsaMan, com histórias curtas do personagem MorsaMan, mascote do site, criado por Lucio Luiz e Flavio Soares. A tirinha estreou em 24 de agosto de 2009.

## Tour Gastronômico Papo de Gordo
Além do site e do podcast, o Papo de Gordo promove atividades contra o preconceito aos gordos. Um exemplo é o Tour Gastronômico Papo de Gordo, que ocorre anualmente em São Paulo na mesma época da Campus Party (embora não possua relação direta com o evento). Sua primeira edição foi em 2009.
O Tour Gastronômico consiste em uma caminhada pelas ruas de São Paulo, onde os participantes experimentam a culinária da cidade sob a coordenação dos membros do site. Em 2010, 50 pessoas participaram do evento, cujo roteiro incluiu o Mercado Municipal e a Liberdade. Em 2011, foram 100 pessoas, dessa vez concentradas nos estabelecimentos da Avenida Paulista.

## Livro
Em 2011, foi publicado pela editora Blogbooks (selo da Singular Digital, empresa do grupo Ediouro) uma coletânea de artigos e notícias publicadas pelo Papo de Gordo como resultado da vitória do site no Prêmio Blogbooks 2010, na categoria "Universo masculino". O livro Papo de Gordo: o blog que virou livro (ISBN 978-85-629-6234-9) foi lançado na Bienal do Livro do Rio de Janeiro em 11 de setembro de 2011.